# Zelenivky

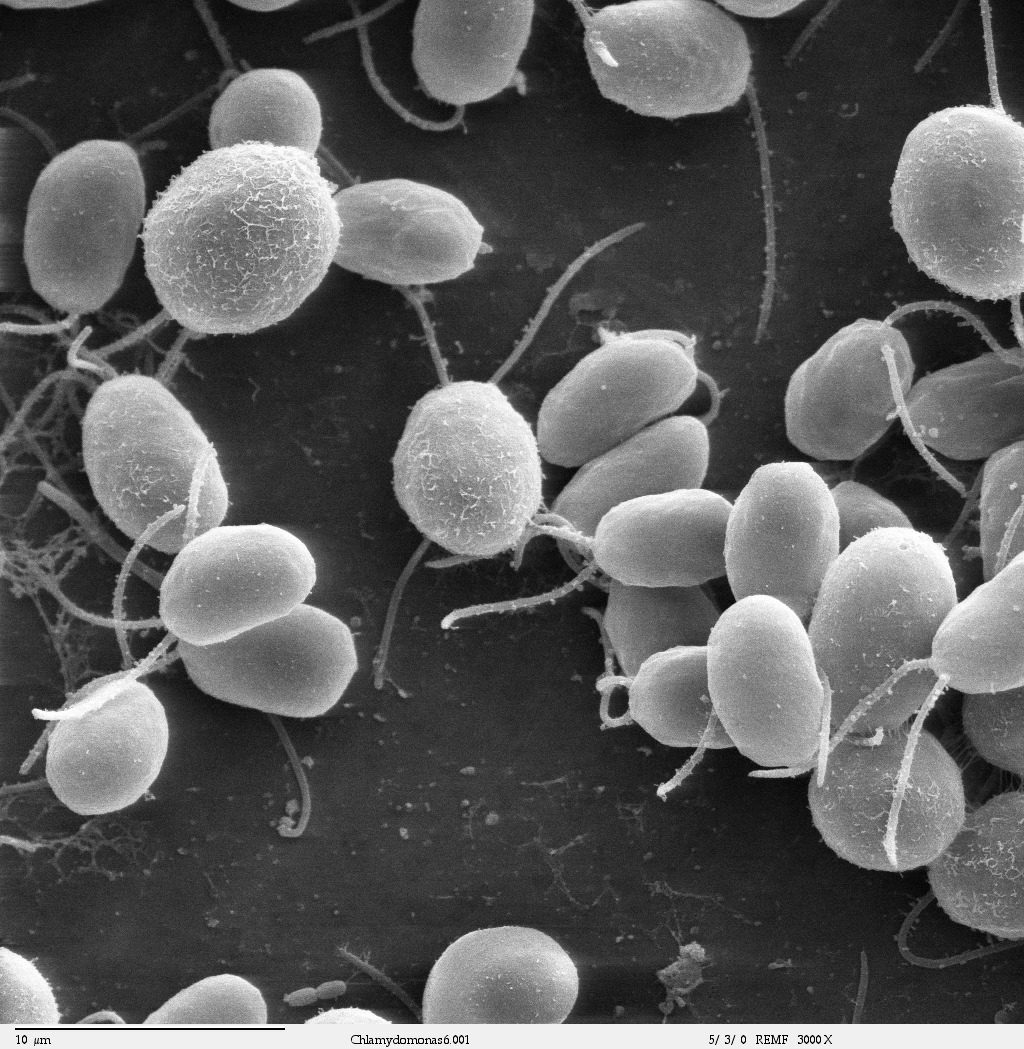
Chlamydomonas

Zelenivka (Chlorophyceae) je velká třída převážně sladkovodních zelených řas; odhadem obsahuje asi 500 rodů a 3000 druhů.

## Popis
Jsou velice různorodou skupinou zahrnující jednobuněčné bičíkaté řasy a řasy s kapsální a kokální stélkou, řasy tvořící kolonie, tzv. cenobia, i mnohobuněčné řasy tvořící trichální až heterotrichální stélky.
Vegetativní buňky jsou většinou jednojaderné, nebičíkaté buňky mají pevnou buněčnou stěnu, tvořenou většinou polysacharidy, u některých chlamydomonád glykoproteiny, u kokálních řas buněčnou stěnu tvoří sporopolenin. Diploidní fází je pouze zygota, jinak jsou haploidní. Bičíkatá stadia jsou nahá. Mají chlorofyl a, b a betakaroten.
Rozmnožování je jak nepohlavní, schizotomií u bičíkovců, dále pomocí bičíkatých zoospor, pomocí autospor nebo aplanospor, řasy tvořící cenobia se množí dceřinými koloniemi. Pohlavní rozmnožování zelenivek využívá izogamii a anizogamii, řasy z řádu Oedogoniales se množí oogamií.
Zelenivky mají mnoho společných znaků s vyššími rostlinami: mají asymetrické bičíkaté buňky, jejich jaderná membrána se při mitóze rozpadá a obsahují fytochromy, flavonoidy a chemické prekurzory kutikuly.

## Systém
Bývá uznáváno devět řádů:
- Chlamydomonadales
- Volvocales
- Tetrasporales (=Gloeodendrales)
- Chlorococcales (kokální zelenivky)
- Chlorsarcinales
- Sphaeropleales
- Microsporales
- Oedogoniales (čapkoblanky)
- Chaetophorales

## Fylogeneze
Třída je rozlišovaná především na základě ultrastrukturárlní morfologie. Její CW a DO klady jsou například definovány na základě uspořádání kořenů jejich bičíku. Zástupci CW kladu (např. Chlamydomonadales) mají kořeny pootočeny po směru hodinových ručiček. Zástupci DO kladu "directly opposed" (např. Sphaeropleales) je pootočené nemají.